# Baby's Ride
Baby's Ride  è un cortometraggio muto del 1914 diretto da George Beranger, un australiano che si era trasferito negli USA per lavorare nel cinema. Nel 1914, esordì nella regia con questo film, il primo di dieci titoli. Più lunga, invece, fu la sua carriera come attore: girò, dal 1913 al 1950, 149 film.

## Produzione
Il film fu prodotto dalla Majestic Motion Picture Company.

## Distribuzione
Distribuito dalla Mutual Film, il film - un cortometraggio in una bobina - uscì nelle sale il 29 dicembre 1914.